# Krzyż Wschodni
Krzyż Wschodni – polskie państwowe odznaczenie cywilne ustanowione 15 grudnia 2016, przeznaczone dla cudzoziemców pomagającym osobom narodowości polskiej na dawnych Kresach Wschodnich pierwszej i drugiej Rzeczypospolitej Polskiej oraz na terenach byłego Związku Sowieckiego w latach 1917–1991. „Bliźniak” Krzyża Zachodniego.

## Historia
Pierwotny projekt odznaczenia został wniesiony do Sejmu RP 9 września 2016 przez grupę posłów reprezentowanych przez Michała Dworczyka. Po jednogłośnym przyjęciu poprawek Komisji Łączności z Polakami za Granicą przez Sejm, 7 listopada został przekazany Marszałkowi Senatu i Prezydentowi RP. 15 grudnia przyjęto część senackich poprawek finalizując ustawę, którą prezydent Andrzej Duda podpisał 28 grudnia.
Od 14 grudnia 2015, z inicjatywy grupy senatorów reprezentowanych przez Jana Żaryna, w Senacie RP znajdował się projekt Krzyża Zachodniego, odznaczenia o podobnej funkcji, ale przeznaczonego dla osób, które w latach 1939–1989 udzielały Polakom schronienia lub innego rodzaju pomocy na obszarze nie objętym ustawą o Krzyżu Wschodnim. 7 kwietnia 2017 Krzyż Zachodni został ustanowiony, a prezydent podpisał ustawę 6 maja 2017. Oba „bliźniacze” odznaczenia wprowadzane w 2017 mają być narzędziem prowadzenia polskiej polityki historycznej.
17 sierpnia 2017 weszło w życie rozporządzenie Prezydenta RP precyzujące zasady nadawania Krzyża Wschodniego.

## Charakterystyka
Krzyż przyznawany jest obcokrajowcom, którzy udzielali pomocy Polakom lub obywatelom polskim. Stanowi dowód wdzięczności oraz wyraz szacunku i pamięci wobec osób, które w latach 1917–1991 niosły pomoc Polakom na dawnych Kresach Wschodnich pierwszej i drugiej Rzeczypospolitej Polskiej oraz na terenach byłego Związku Sowieckiego i ratowały ich w obliczu prześladowań oraz ludobójstwa, ryzykując życiem własnym i swoich rodzin.
Krzyż nadaje Prezydent Rzeczypospolitej Polskiej na wniosek ministra właściwego do spraw zagranicznych, który to przedstawia wnioski z własnej inicjatywy lub z inicjatywy związków i stowarzyszeń kombatanckich, organizacji społecznych, Szefa Urzędu do Spraw Kombatantów i Osób Represjonowanych, Dyrektora Instytutu Solidarności i Męstwa oraz osób prywatnych, po uzyskaniu pozytywnej opinii Prezesa Instytutu Pamięci Narodowej.
Do dnia 31 października 2023 roku krzyż nie został nadany nikomu. Obcokrajowcom, którzy nieśli pomoc obywatelom polskim w okresie od 1917 do 1990 roku nadawany jest Medal Virtus et Fraternitas.

## Wygląd
Odznaką krzyża jest krzyż równoramienny, wykonany w srebrzonym i oksydowanym metalu, o ośmiu rogach i wymiarach 40 × 40 mm, z obustronnie zaznaczoną krawędzią, biało emaliowany na awersie. Ramiona są poszerzone na końcach i mają podwójne uskoki pomiędzy ramionami. U góry odznaki znajduje się uszko i kółko służące do zawieszania. Pośrodku ramion nałożony jest wizerunek ukoronowanego stylizowanego herbu trójpolowego Rzeczypospolitej z Orłem, Pogonią i Michałem Archaniołem, w polach wypełnionych czerwoną emalią. Na ramionach poziomych widnieje majuskułowy napis: RATUJĄCYM POLAKÓW, na ramionach pionowych umieszczone są daty: 1917 oraz 1991. Herb z koroną, napis i daty są srebrzone i oksydowane. Cała powierzchnia Krzyża na rewersie jest fakturowana. Krzyż zawieszony jest na wstążce z rypsu jedwabnego koloru białego o szerokości 40 mm z dwoma czarnymi paskami o szerokości 3 mm po bokach, umieszczonymi w odległości 3 mm od brzegu.